# Vorbach
Vorbach ist eine Gemeinde im Oberpfälzer Landkreis Neustadt an der Waldnaab. Die Gemeinde ist Mitglied der Verwaltungsgemeinschaft Kirchenthumbach.

## Geografie

### Geografische Lage
Vorbach liegt in der Planungsregion Oberpfalz-Nord.

### Gemeindegliederung
Es gibt sieben Gemeindeteile (in Klammern ist der Siedlungstyp angegeben):
- Grün (Weiler)
- Höflas (Dorf)
- Oberbibrach (Pfarrdorf)
- Oberhammermühle (Einöde)
- Rosamühle (Einöde)
- Unterbibrach (Weiler)
- Vorbach (Pfarrdorf)

Es gibt die Gemarkungen Höflas, Vorbach und Oberbibrach.

## Geschichte

### Bis zur Gründung der Vorläufergemeinden
Das Gebiet der Gemeinde Vorbach gehörte zum Rentamt Amberg und zum Landgericht Eschenbach des Kurfürstentums Bayern. Im Jahr 1818 entstanden mit dem Gemeindeedikt in Bayern die Vorläufer der heutigen Gemeinde.

### Gemeindefusion
Die heutige Gemeinde Vorbach wurde am 1. Januar 1978 anlässlich der bayerischen Gemeindegebietsreform aus den ehemaligen Gemeinden Vorbach und Oberbibrach gebildet.

### Einwohnerentwicklung
| Jahr      | 1961 | 1970 | 1987 | 1991 | 1995 | 2000 | 2005 | 2010 | 2015 | 2020 |
| --------- | ---- | ---- | ---- | ---- | ---- | ---- | ---- | ---- | ---- | ---- |
| Einwohner | 867  | 870  | 908  | 979  | 1008 | 1021 | 1047 | 1043 | 1036 | 1009 |

- Zwischen 1988 und 2018 wuchs die Gemeinde von 922 auf 1018 um 96 Einwohner bzw. um 10,4 % der Einwohnerzahl.

## Religion
84 % der Einwohner von Vorbach sind katholisch, 9 % evangelisch. Es gibt eine katholische (St. Anna) in Vorbach und eine katholische Kirche (St. Johannes Evangelist) in Oberbibrach.

## Politik

### Gemeinderat und Bürgermeister
Im Gemeinderat nehmen die CSU und die Freie Wählergemeinschaft Vorbach-Oberbibrach-Höflas jeweils sechs Sitze ein.
Erster Bürgermeister ist seit 2020 Alexander Goller (CSU).

### Wappen
| Wappen von Vorbach | Blasonierung: „Gespalten von Silber und Rot; vorne über einem erniedrigten blauen Zinnenbalken eine rote Radnabe, hinten ein aufsteigender silberner Biber.“                                                                                  |
| Wappen von Vorbach | Wappenbegründung: Das Wappen setzt sich aus den beiden Wappen der ehemaligen Gemeinden Vorbach und Oberbibrach zusammen, wobei der linke Teil Vorbach und der rechte Teil Oberbibrach repräsentiert. Die Gemeinde führt das Wappen seit 1979. |

## Kultur und Sehenswürdigkeiten

### Bodendenkmäler
Der mittelalterliche Turmhügel, einst Sitz der Herren von Oberbibrach, sowie archäologische Befunde und Funde im Umfeld der Rokokokirche St. Johannes Evangelist im Gemeindeteil Oberbibrach, die zuvor wohl Burgkapelle war, stehen unter Denkmalschutz.

### Baudenkmäler
- Schloss Vorbach
- Burg Oberbibrach
- Herz-Jesu-Kapelle (Höflas)

## Wirtschaft und Infrastruktur

### Wirtschaft
Es gab 2016 nach der amtlichen Statistik im produzierenden Gewerbe keine und im Bereich Handel, Gastgewerbe und Verkehr 68 sozialversicherungspflichtig Beschäftigte am Arbeitsort. In sonstigen Wirtschaftsbereichen waren am Arbeitsort fünf Personen sozialversicherungspflichtig beschäftigt. Sozialversicherungspflichtig Beschäftigte am Wohnort gab es insgesamt 408. Im verarbeitenden Gewerbe gab es einen Betrieb, im Bauhauptgewerbe ebenfalls einen. Im Jahr 2010 bestanden 24 landwirtschaftliche Betriebe mit einer landwirtschaftlich genutzten Fläche von insgesamt 1102 Hektar, davon waren 704 Hektar Ackerfläche und 399 Hektar Dauergrünfläche.

### Verkehr
Vorbach liegt an der Bahnstrecke Nürnberg–Cheb. Der Bahnhof wird seit 1992 nicht mehr bedient, jedoch gibt es Bestrebungen, ihn wieder zu aktivieren.

### Bildung
Standort der Grundschule Oberbibrach mit ca. 70 Schülerinnen und Schülern in drei Klassen(2021/22) aus den Gemeinden Vorbach und Schlammersdorf.
Das Schulgebäude wurde 2009 generalsaniert (damalige Investitionskosten: ca. 1,2 Mio. Euro).
Weiterhin gibt es dort seit 2001 eine zunehmend ausgebaute Mittags- bzw. Nachmittagsbetreuung durch den Verein Hängematte e. V., der seit 2016 auch die Betreuung in der offenen Ganztagesschule (OGTS) übernommen hat. Die GS Oberbibrach war bayernweit eine der wenigen Schulen, die 2016 für das Pilotprojekt „Offene Ganztagesschule an Grundschulen“ ausgewählt wurden.

## Vereine und Gruppen
| - Bund Naturschutz Oberbibrach - Eltern-Kind-Gruppe Vorbach - Freiwillige Feuerwehr Oberbibrach - Freiwillige Feuerwehr Vorbach - Fußballclub Vorbach e. V. - Hängematte e. V. Vorbach - Jagdgenossenschaft Vorbach - Kapellenbauverein Höflas e. V. - Katholischer Frauenbund Oberbibrach - Katholische Landjugendbewegung Oberbibrach - Katholische Landjugendbewegung Vorbach | - Krieger- und Soldatenkameradschaft Vorbach - Motorradclub Oberbibrach (MCO) - Opelclub Oberbibrach - Pferdefreunde Höflas/Vorbach e. V. - Schützengesellschaft St. Sebastian Oberbibrach - Seniorengruppe Oberbibrach - Seniorengruppe Vorbach - Sportkeglerverein Vorbach - Tennisfreunde Oberbibrach - Vorbacher Kulturverein e. V. - Selwa gmacht (Lebensmittelhandwerk) |

## Persönlichkeiten
Am 13. September 1723 wurde der Organist und Komponist Johann Baptist Rüder (Rueder) in Oberbibrach geboren. Er starb am 7. April 1807 in Amberg.
Altbürgermeister Johann Hübner († 2002) war seit 4. Juli 1991 Träger des Bayerischen Verdienstordens.